# Liste des anciennes communes du canton de Genève

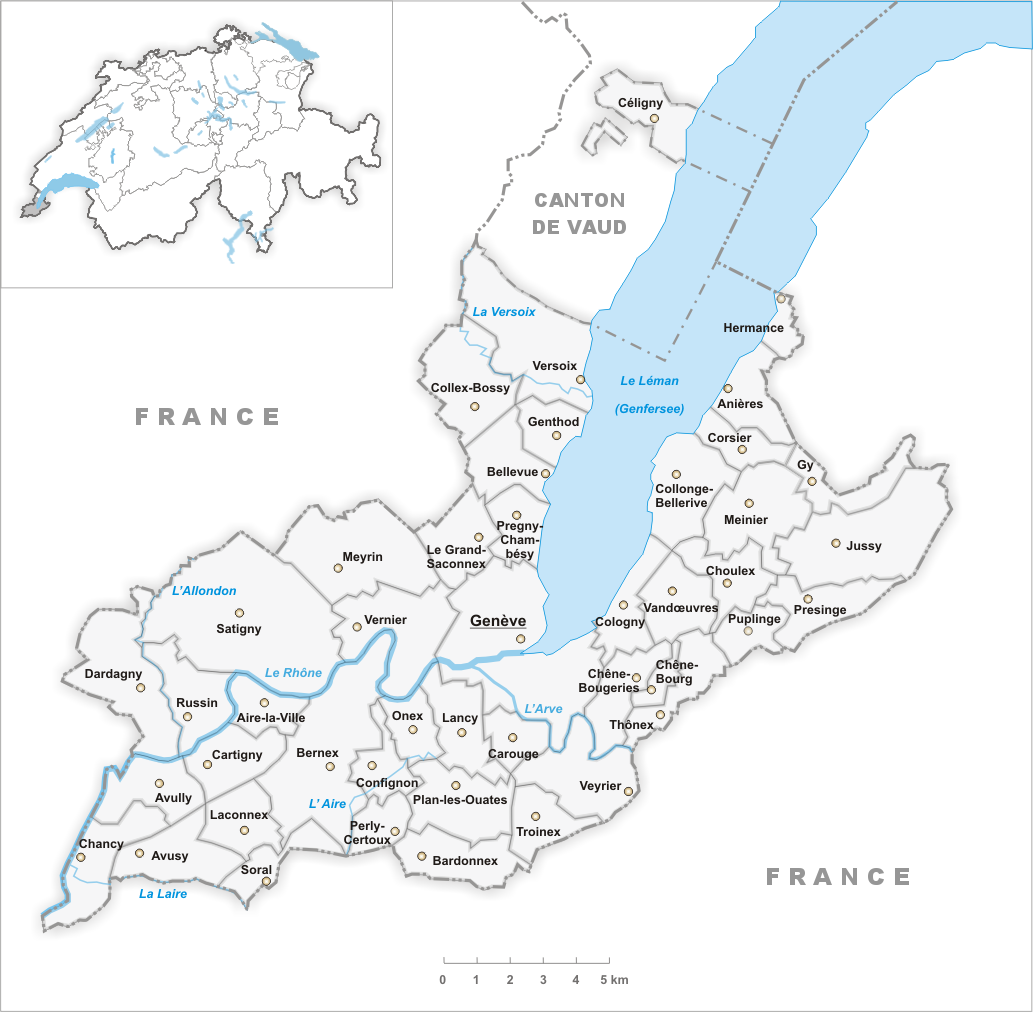
Communes du canton de Genève en 2007.

Cette page fait la liste des modifications apportées aux communes du canton de Genève depuis son entrée dans la Confédération suisse,.

## Création du canton

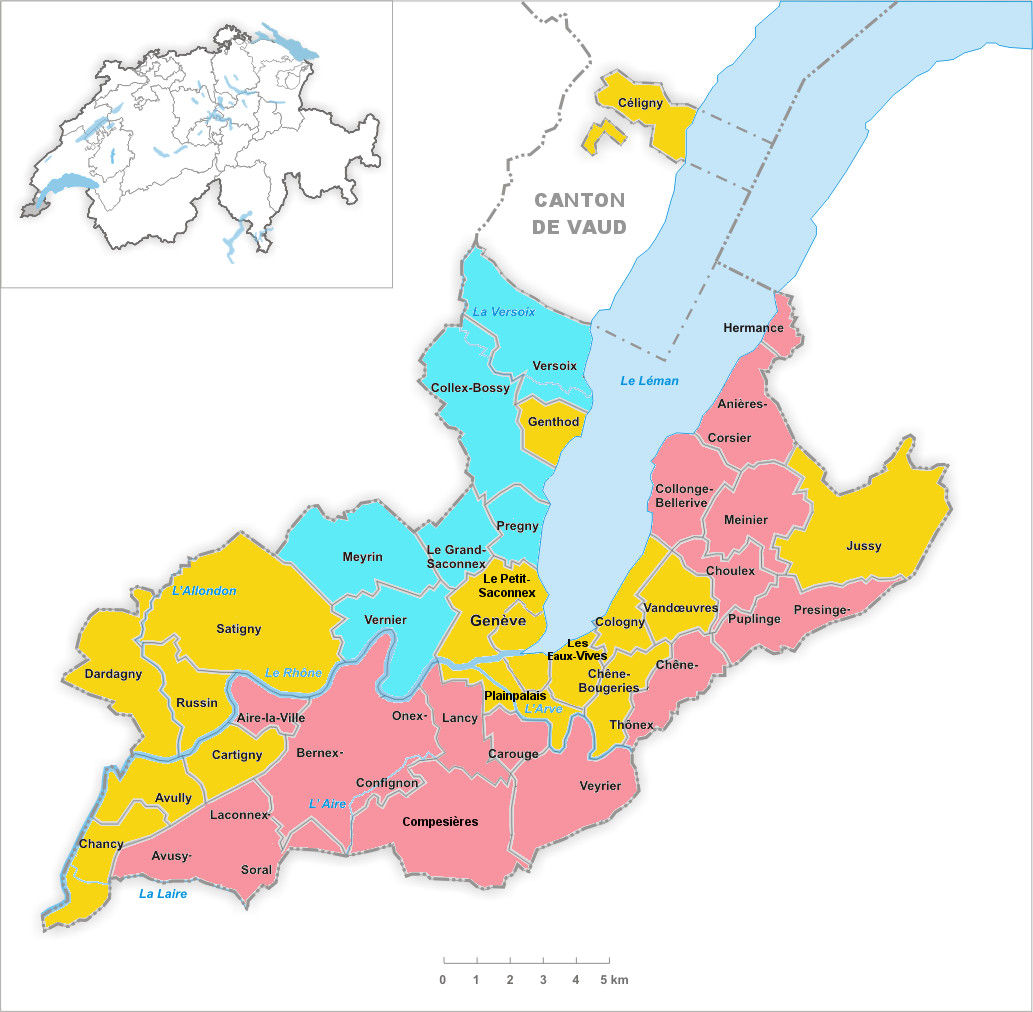
Communes réunies 1815-1816
Genève et ses anciens territoires
communes cédées par la France
communes cédées par la Savoie

Au-delà de la simplicité des listes de communes présentées ici, il faut garder à l’esprit le poids de l’histoire et la complexité des imbrications de juridictions héritées du Moyen Âge.
André Klopmann écrit en parlant des Trois-Chêne : « Ici, la terre fut celte, romaine, burgonde, franque, genevoisienne, savoyarde, bernoise, à nouveau savoyarde, sarde, française, pour redevenir sarde et finalement genevoise en 1816 ».

### Anciens territoires
La Constitution genevoise du 5 février 1794 a modifié le statut juridique des territoires de la campagne. La ville de Genève est divisée en quatre arrondissements et la campagne forme quinze districts basés sur les anciennes paroisses.
Outre la ville de Genève, les communes suivantes sont issues de ces anciens territoires :
- Avully (1749)[4]
- Cartigny (1754)[5]
- Céligny[6]
- Chancy (1749)[7]
- Chêne-Bougeries[8]
- Cologny (1754)[9]
- Dardagny[10]
- Genthod[11]
- Jussy (1754)[12], dont Gy
- Russin[13]
- Satigny[14]
- Vandœuvres (1754)[15]

Les territoires sur lesquels le prieuré Saint-Victor avait des droits, ont à la suite de la Réforme été l’objet de conflits de souveraineté. Certains lieux dont la souveraineté était partagée avec la France dépendent uniquement de Genève depuis le traité de Paris de 1749, d’autres dont la souveraineté était partagée avec la Savoie dépendent uniquement de Genève depuis le traité de Turin de 1754.

### Communes réunies
Les « Communes réunies » sont les territoires cédés à Genève par la France dans le Pays de Gex en 1815 et par la Savoie en 1816.
Communes réunies à la suite du second traité de Paris, le 20 novembre 1815 :
- Collex-Bossy, dont Bellevue
- Le Grand-Saconnex
- Meyrin
- Pregny
- Vernier
- Versoix, dont une partie de Sauverny

Communes réunies à la suite du traité de Turin, le 16 mars 1816 :
- Aire-la-Ville
- Avusy-Laconnex-Soral
- Carouge
- Chêne-Thônex
- Choulex
- Collonge-Bellerive
- Compesières, dont Bardonnex, Perly-Certoux et Plan-les-Ouates
- Corsier, dont Anières
- Hermance
- Lancy
- Meinier
- Bernex-Onex-Confignon
- Presinge, dont Puplinge
- Veyrier, dont Troinex

## Suppressions

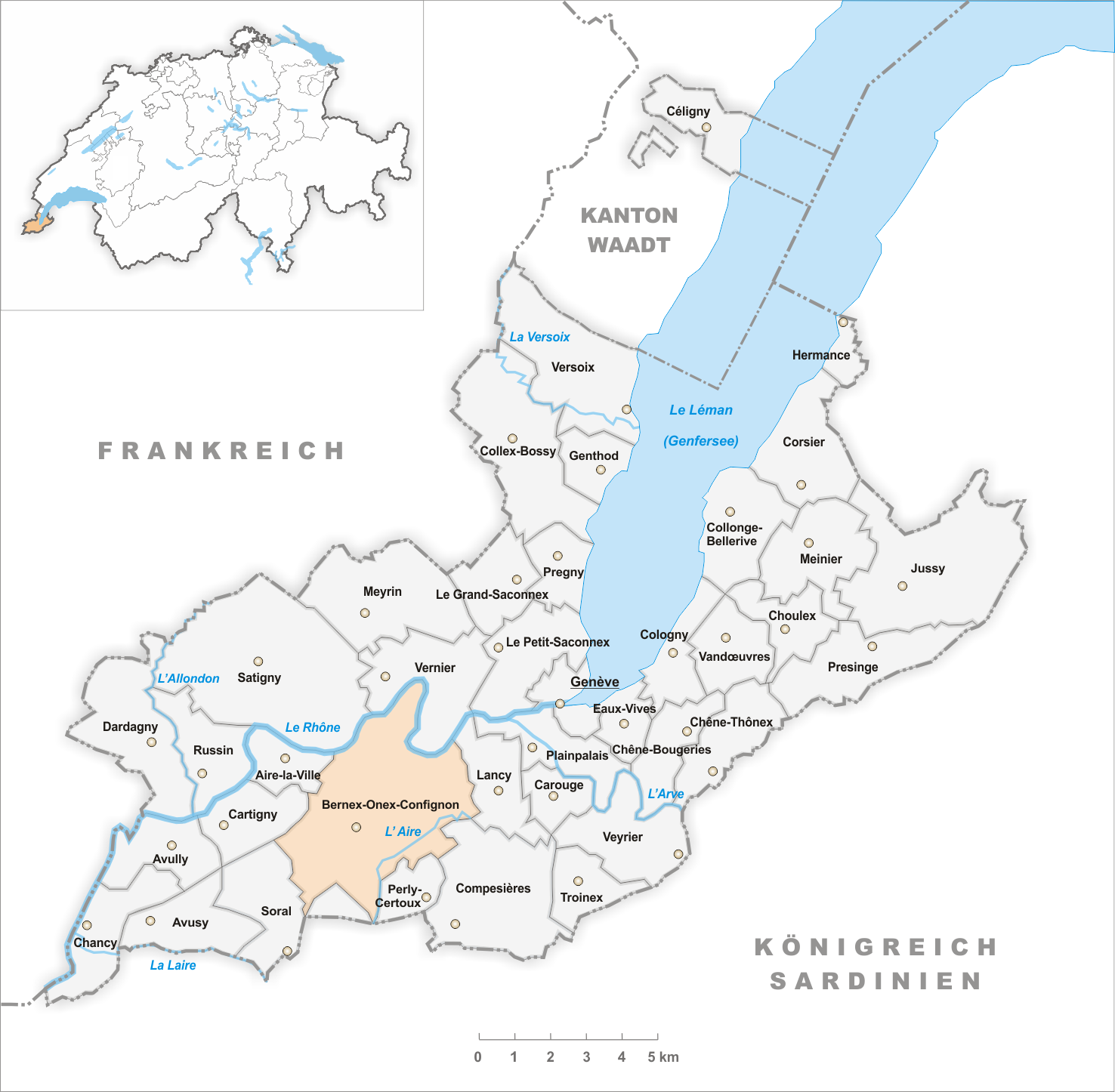
Bernex-Onex-Confignon avant la division de 1850.

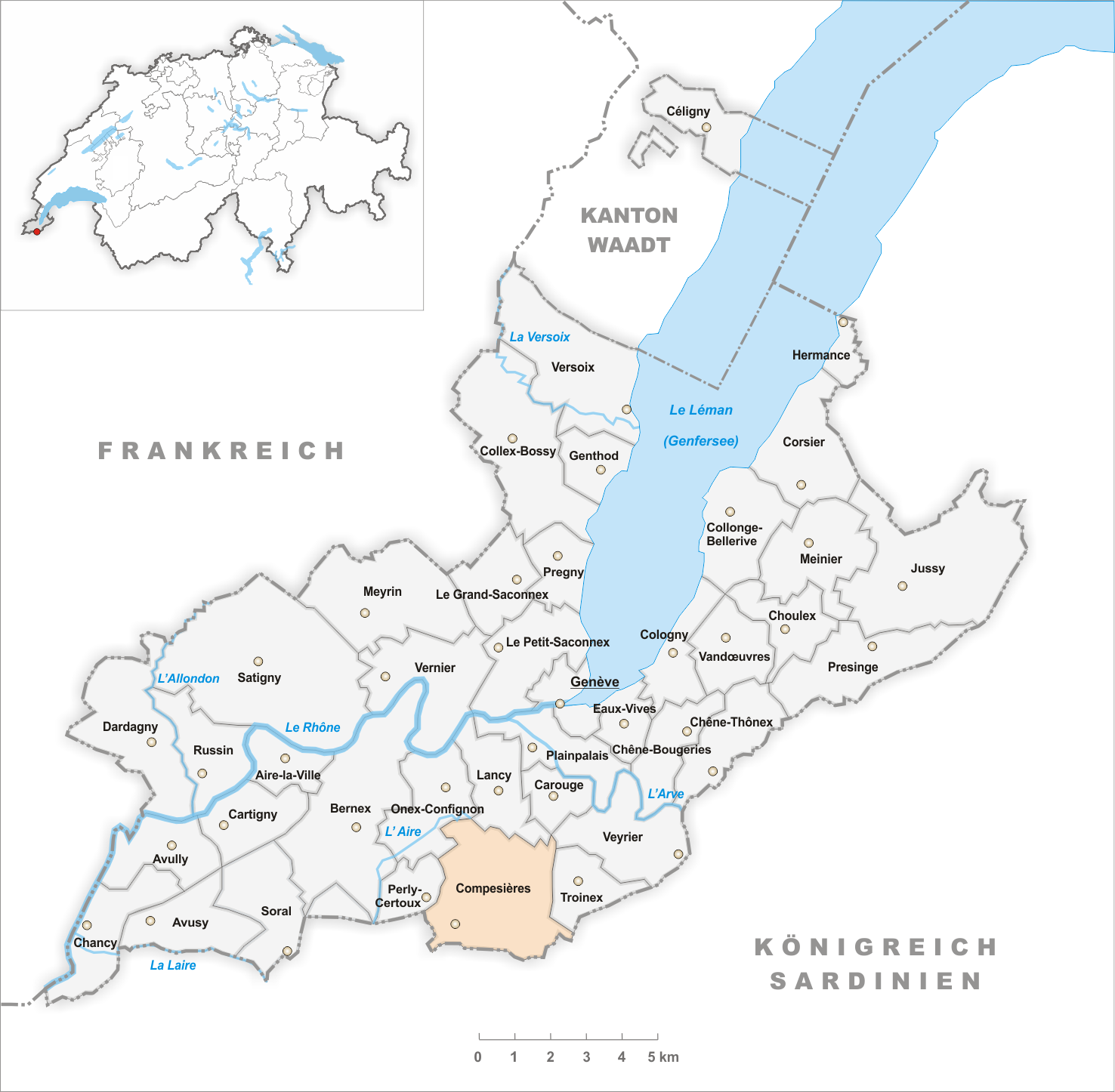
Compesières jusqu’en 1850.

Communes disparues à la suite d'une division ou d'une fusion.
- Verier-Troinex en 1817
- Avusy-Laconnex-Soral en 1847
- Bernex-Onex-Confignon en 1850
- Chêne-Thônex en 1869
- Compesières en 1851
- Les Eaux-Vives en 1931
- Laconnex-Soral en 1850
- Onex-Confignon en 1851
- Le Petit-Saconnex en 1931
- Plainpalais en 1931

## Créations
Nouvelles communes résultant de divisions.
- Anières par division de la commune de Corsier en 1858
- Avusy par division de la commune de Avusy-Laconnex-Soral en 1847
- Bardonnex par division de la commune de Compesières en 1851
- Bellevue par division de la commune de Collex-Bossy en 1855
- Bernex par division de la commune de Bernex-Onex-Confignon en 1850
- Chêne-Bourg par division de la commune de Chêne-Thônex en 1869
- Confignon par division de la commune de Onex-Confignon en 1851
- Gy par division de la commune de Jussy en 1850
- Laconnex-Soral par division de la commune de Avusy-Laconnex-Soral en 1847
- Laconnex par division de la commune de Laconnex-Soral en 1850
- Onex par division de la commune de Onex-Confignon en 1851
- Onex-Confignon par division de la commune de Bernex-Onex-Confignon en 1850
- Perly-Certoux par division de la commune de Compesières en 1821
- Plan-les-Ouates par division de la commune de Compesières en 1851
- Puplinge par division de la commune de Presinge en 1850
- Soral par division de la commune de Laconnex-Soral en 1850
- Thônex par division de la commune de Chêne-Thônex en 1869
- Troinex par division de la commune de Veyrier en 1817

## Fusions

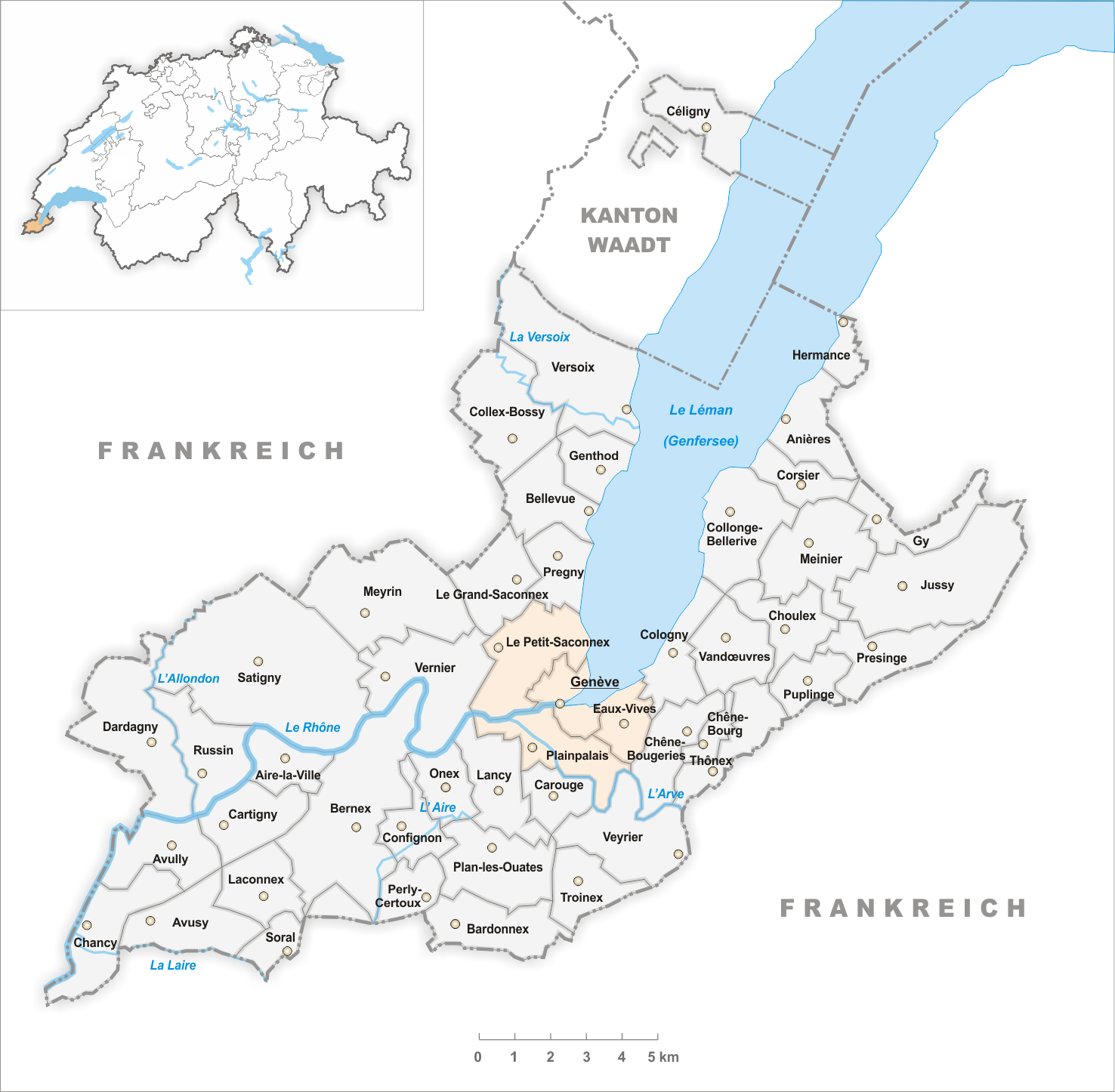
Fusion de 1931.

En 1931, Le Petit-Saconnex, Les Eaux-Vives et Plainpalais sont réunies à la commune de Genève.

## Modifications de nom
Pregny devient Pregny-Chambésy en 1952.